# Municipio de Olive (condado de Noble)
El municipio de Olive (en inglés: Olive Township) es un municipio ubicado en el condado de Noble en el estado estadounidense de Ohio. En el año 2010 tenía una población de 5852 habitantes y una densidad poblacional de 81,48 personas por km².

## Geografía
El municipio de Olive se encuentra ubicado en las coordenadas 39°42′15″N 81°31′9″O / 39.70417, -81.51917. Según la Oficina del Censo de los Estados Unidos, el municipio tiene una superficie total de 71.82 km², de la cual 71.34 km² corresponden a tierra firme y (0.67%) 0.48 km² es agua.

## Demografía
Según el censo de 2010, había 5852 personas residiendo en el municipio de Olive. La densidad de población era de 81,48 hab./km². De los 5852 habitantes, el municipio de Olive estaba compuesto por el 92.74% blancos, el 6.12% eran afroamericanos, el 0.27% eran amerindios, el 0.05% eran asiáticos, el 0.03% eran isleños del Pacífico, el 0.14% eran de otras razas y el 0.65% pertenecían a dos o más razas. Del total de la población el 0.26% eran hispanos o latinos de cualquier raza.